# 570-та фольксгренадерська дивізія (Третій Рейх)
570-та фольксгренадерська дивізія (Третій Рейх) (нім. 570. Volksgrenadier-Division) — піхотна дивізія народного ополчення (фольксгренадери) вермахту за часів Другої світової війни.

## Історія
570-та фольксгренадерська дивізія сформована 25 серпня 1944 року в ході 32-ї хвилі мобілізації у 2-му військовому окрузі на полігоні Гросс Борн за рахунок підрозділів розгромленої 337-ї піхотної дивізії та частин піхотної дивізії «Гросс Борн». Але вже 17 вересня 1944 року її частини пішли на доукомплектування 337-ї фольксгренадерської дивізії.

## Райони бойових дій
- Німеччина (серпень — вересень 1944)

## Командування

### Склад
| 1944                                      |
| ----------------------------------------- |
| 1168-й гренадерський полк                 |
| 1169-й гренадерський полк                 |
| 1170-й гренадерський полк                 |
| 1570-й артилерійський полк                |
| 1570-та рота зв'язку                      |
| 1570-те дивізійне управління забезпечення |